# Chagas Vasconcelos
Chagas Vasconcelos (Santana do Acaraú, Ceará, 13 de janeiro de 1930 – Fortaleza, Ceará, 24 de agosto de 2003) foi um advogado e político brasileiro que foi deputado federal pelo Ceará.

## Dados biográficos
Filho de Miguel Galvino de Vasconcelos e Maria José de Vasconcelos. Advogado formado em 1955 pela Universidade Federal do Ceará, foi procurador do Instituto de Administração Financeira da Previdência e Assistência Social e do  Instituto de Aposentadoria e Pensões dos Industriários. Eleito prefeito de Santana do Acaraú em 1958, venceu as eleições para deputado estadual em 1962 e escolheu o MDB devido ao bipartidarismo vigente no Regime Militar de 1964. Reeleito em 1966, 1970 e 1974, perdeu a eleição para senador para José Lins, candidato da ARENA, em 1978.
Eleito deputado federal pelo PMDB em 1982, votou a favor da Emenda Dante de Oliveira em 1984 e escolheu Tancredo Neves no Colégio Eleitoral em 1985. Derrotado ao buscar a reeleição em 1986, chegou a exercer o mandato mediante convocação e foi também integrante do primeiro governo Tasso Jereissati. Em 1992 foi eleito vereador em sua cidade natal.